# James Edmonds (Regisseur)
James Edmonds (* 1983) ist ein englischer Regisseur.
Edmonds schloss 2005 ein Kunststudium mit malerischem Schwerpunkt an der University of Brighton ab und lebt in Berlin.

## Werk
Edmonds erschloss sich den Film von der Malerei ausgehend und bewegt sich auch heute noch an der Grenze der beiden Medien, etwa, wenn er Gemälde als Projektionsflächen für Filmmaterial verwendet oder den Filmen gemäldehafte Anmutungen verleiht. Ihn fasziniert die Materialität des Filmes als eingefangene Erinnerung im Einzelbild, Leben in der Bilderfolge und Artefakt der jeweiligen Herstellungstechnik und Aufbewahrung. Um sich intensiv mit den technischen Grenzen des Films auseinandersetzen zu können, arbeitet er hauptsächlich analog mit 8- und 16-mm-Material, das er bisweilen bewusst altern lässt. Er betrachtet die Wechselwirkung zwischen Film und Gesellschaft, beispielsweise historisch mit der Prägung des Flâneurs im Sinne Walter Benjamins als Filmarchetyp und Filmkonsument. Anleihen nimmt er unter Anderen bei Jonas Mekas, mit dem er künstlerische Freiheit und das Filmen um des Filmens willen assoziiert. Prägend war die Mitarbeit bei Robert Beavers während der Restauration von Gregory Markopoulosens Eniaios. Edmonds Filme sind typischerweise nicht entlang einer Handlung aufgebaut, sondern entlang Stimmungen und Formen.

## Auszeichnungen (Auswahl)
- Internationale Kurzfilmtage Oberhausen 2019: Lobende Erwähnung von A Return[6]
- New York Film Festival 2018: Aufführung von A Return[7]
- Wavelengths des Toronto International Film Festivals 2018: Aufführung von A Return[8]
- New York Film Festival 2023: US-Premiere von Disappearances[9]
- Open City Documentary Festival: Aufführung von Configurations (2022)[10] und Disappearances (2024)[11]
- First Look Film Festival 2025 des MoMI: Aufführung von Songs Overheard in the Shadows (2025)[12]

## Filmographie
(Quelle: )
- After Hours, 2005
- Fragmente/Structures, 2006-07/2009
- we will live in the blue image forever, 2007 / in progress
- Fleeting Landscape, 2007/2016
- Inside/Outside, 2008/2015
- Sternwarten der Welt / Sun Documents, 2010-11 / in progress
- Overland, 2016
- A Return, 2018
- Seasons/Patterns, 2020
- Configurations, 2021
- Disappearances, 2023[9]
- Songs Overheard in the Shadows, 2025[12]

## Belege
1. 1 2  James Edmonds. In: jamesedmonds.org. Abgerufen am 7. Februar 2023 (englisch).
2. 1 2 3  Lina Louisa Krämer: James Edmonds – Flickering Everyday. In: Shortfilm.de. AG Kurzfilm, 6. September 2019, abgerufen am 7. Februar 2023.
3. ↑  Jeremy Kay: Toronto unveils Contemporary World Cinema, more Galas and Special Presentations – News – Screen. In: screendaily.com. 14. August 2018, abgerufen am 7. Februar 2023 (englisch).
4. ↑  Matthew Carey: Museum Of Moving Image Reveals Lineup For First Look Film Festival. In: Deadline. 7. Februar 2022, abgerufen am 7. Februar 2023 (englisch).
5. ↑  Seasons/Patterns. In: Katalog 67. Kurzfilmtage 2021. S. 148 (kurzfilmtage.de [PDF; abgerufen am 7. Februar 2023]).
6. ↑  Verleih Distribution 2019. In: kurzfilmtage.de. Internationale Kurzfilmtage Oberhausen, abgerufen am 7. Februar 2023.
7. ↑  Program 1: Place Revisited. In: filmlinc.org. Abgerufen am 7. Februar 2023.
8. ↑  TIFF 2018. WAVELENGTHS: A RETURN BY JAMES EDMOND, TREES DOWN HERE BY BEN RIVERS – desistfilm. In: desistfilm.com. Abgerufen am 7. Februar 2023.
9. 1 2  Currents Program 4: Close Encounters. In: filmlinc.org. Abgerufen am 8. Oktober 2023.
10. ↑  Combined Programme: Configurations - Open City Documentary Festival. In: opencitylondon.com. Abgerufen am 5. Juni 2024.
11. ↑  Combined Programme: Afterthoughts and Disappearances - Open City Documentary Festival. In: opencitylondon.com. Abgerufen am 5. Juni 2024.
12. 1 2  First Look 2025 program updates, filmmaker appearances, and Working on It lineup – Museum of the Moving Image. In: movingimage.org. Abgerufen am 2. März 2025.

| Personendaten    | Personendaten        |
| ---------------- | -------------------- |
| NAME             | Edmonds, James       |
| KURZBESCHREIBUNG | englischer Regisseur |
| GEBURTSDATUM     | 1983                 |